# 219 î.Hr.

## Evenimente
- După un asediu de opt luni, Hannibal cucerește orașul iberic Saguntum.